# بالاتنه نفرتیتی
بالاتنهٔ نِفِرتیتی تندیس بالاتنهٔ نفرتیتی ملکهٔ مصر باستان و همسر فرعون آخِناتون در قرن ۱۴ پیش از میلاد است. دیرینگی آن به حدود سال ۱۳۵۰ پیش از میلاد باز می‌گردد و تصور بر آن است که توسط توتمُس ساخته شده‌است. جنس آن از سنگ آهک با رویه‌ای از گچ است و بر آن چهرهٔ نفرتیتی نقاشی شده‌است. از زمان کشف این تندیس در سال ۱۹۱۲ میلادی، از آن به عنوان نمادی از زیبایی زنانه یاد می‌شود.

## تاریخچه
تندیس بالاتنهٔ نفرتیتی در دسامبر ۱۹۱۲ توسط باستان‌شناس آلمانی، لودویگ بُرشارْت در عَمارْنه (حدود ۲۴۰ کیلومتری جنوب قاهره) یافت شد. این تندیس در سال ۱۹۱۳ به برلین منتقل شد. از زمان نمایشش در آلمان، به یکی از نمادهای برلین تبدیل شده‌است. در سال ۲۰۰۹ و پس از بازگشایی موزهٔ جدید برلین در این موزه به نمایش درآمد. سالانه حدود ۵۰۰٬۰۰۰ نفر از آن بازدید می‌کنند.
این تندیس تاکنون چندین بار موضوع مجادلهٔ دو کشور مصر و آلمان بوده‌است. مسئولان مصری معتقدند انتقال این تندیس به آلمان غیرقانونی بوده‌است. حال آنکه مسئولان آلمانی معتقدند این انتقال بر اساس توافقی بین یابندهٔ تندیس و یک مقام مصری در سال ۱۹۱۳ انجام گرفته‌است.

## ویژگی‌ها

### چشم چپ مفقود شده
سی‌تی اسکن بالاتنهٔ نفرتیتی نشان داد که در لایهٔ زیر آن، مجسمه‌ٔ دیگری از او است که زیبایی کمتری دارد و پیرتر است. تندیس نفرتیتی همچنین فاقد چشم چپ است. در این زمینه نظریه‌های گوناگونی مطرح شده‌است. یابندهٔ تندیس این فرضیه را مطرح کرده که این چشم در جریان حفاری از جای خود درآمده است. مدتی هم گمان بر آن بود که نفرتیتی از چشم چپ نابینا بوده‌است که با توجه به مجسمه‌های دیگری که او را با چشم چپ نشان می‌دهند، این گمان باطل شده‌است. همچنین، برخی معتقدند چشم چپ توسط تندیسگر از جای خود خارج شده‌است. در قسمتی از کتاب «نفرتیتی» نوشته‌شده توسط «نیک درِیْک» در مکالمه‌ای از توتمُس و راهُتِپ جستجوگر اسرار در این مورد گفته شده است. 
راهتپ: آیا ملکه شمایل کامل‌شده را دید؟
توتمُس: نه چشم‌های شیشه‌ای گم شده بود. قرار بود یک جلسه برای تکمیل چشم‌ها به اینجا بیاید. من همیشه چشم‌ها را در آخر کار تکمیل می‌کنم. اما این اواخر ملکه ناپدید شده است. 

## نگارخانه

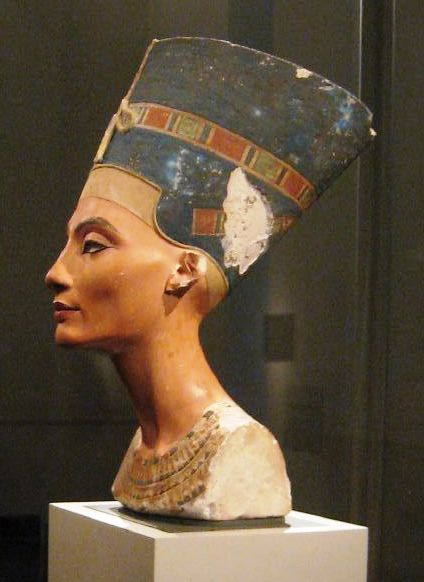
نگارهٔ تندیس از نمای چپ
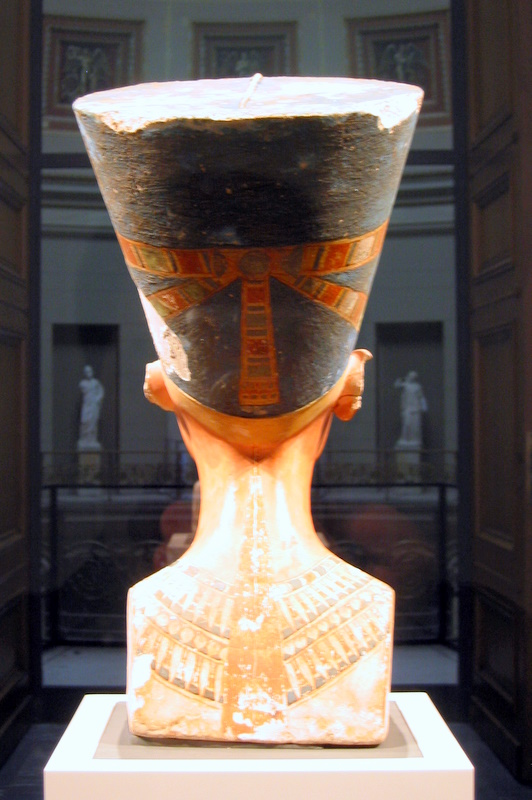
نمای پشت
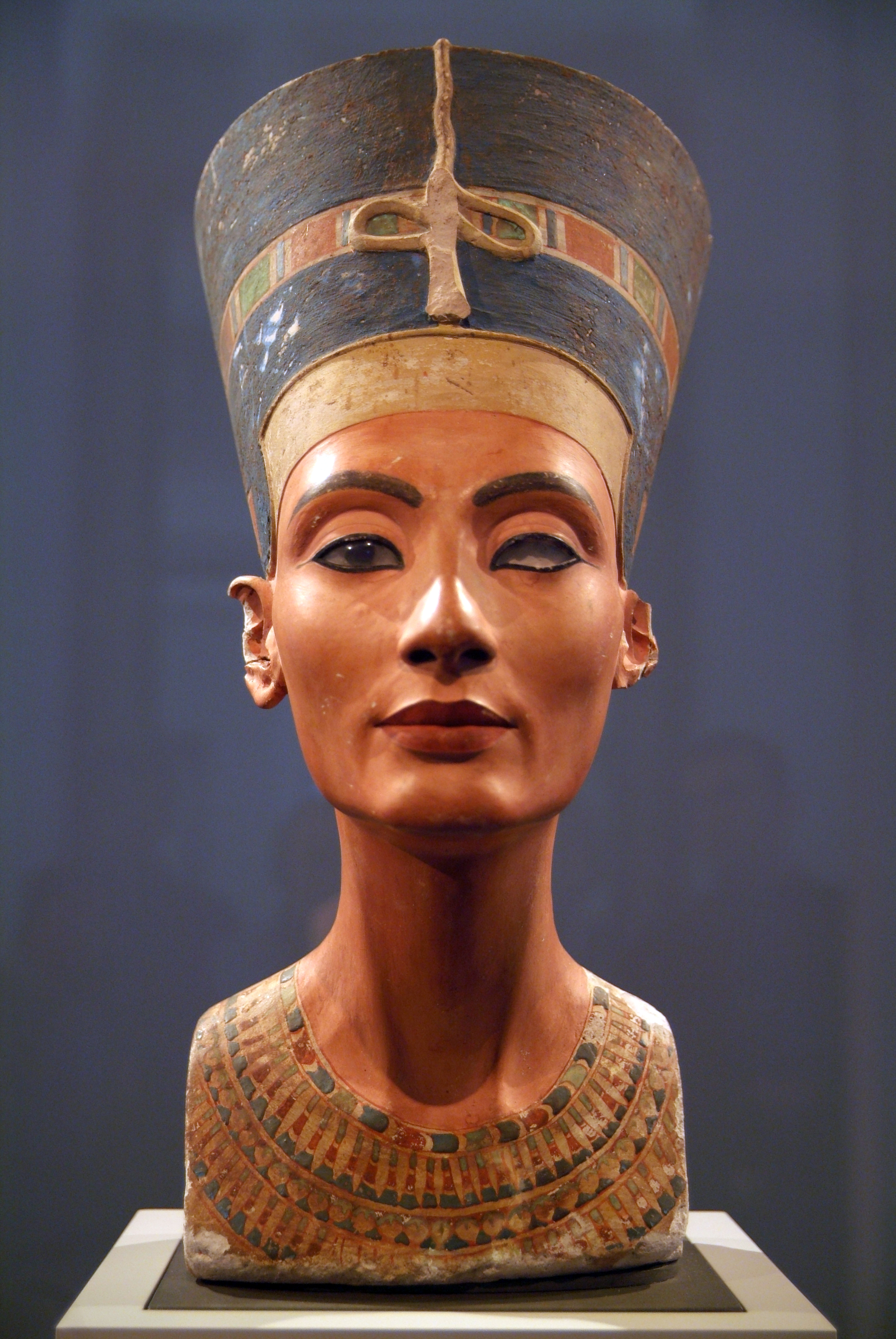
نمای روبه‌رو
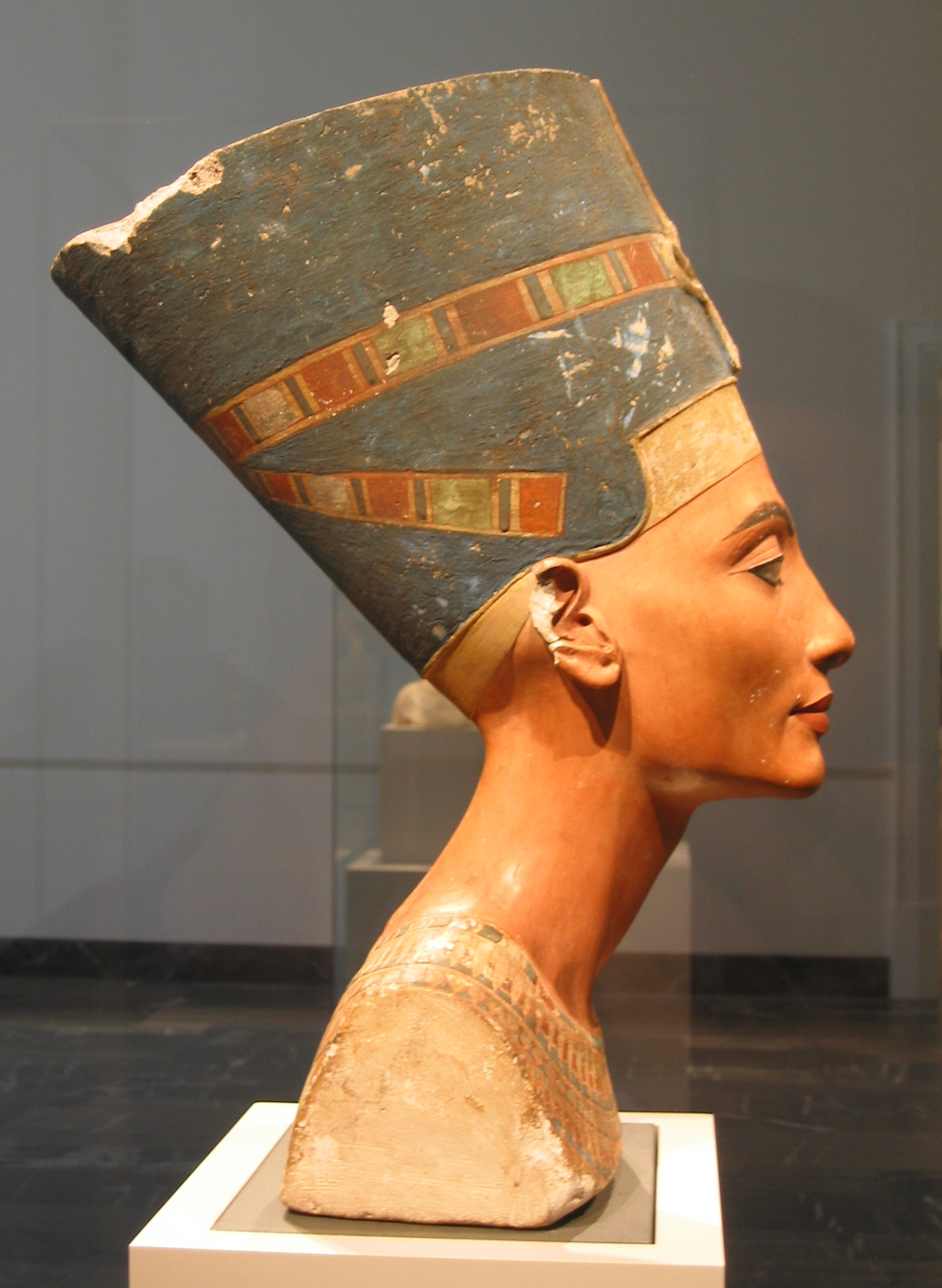
نمای راست
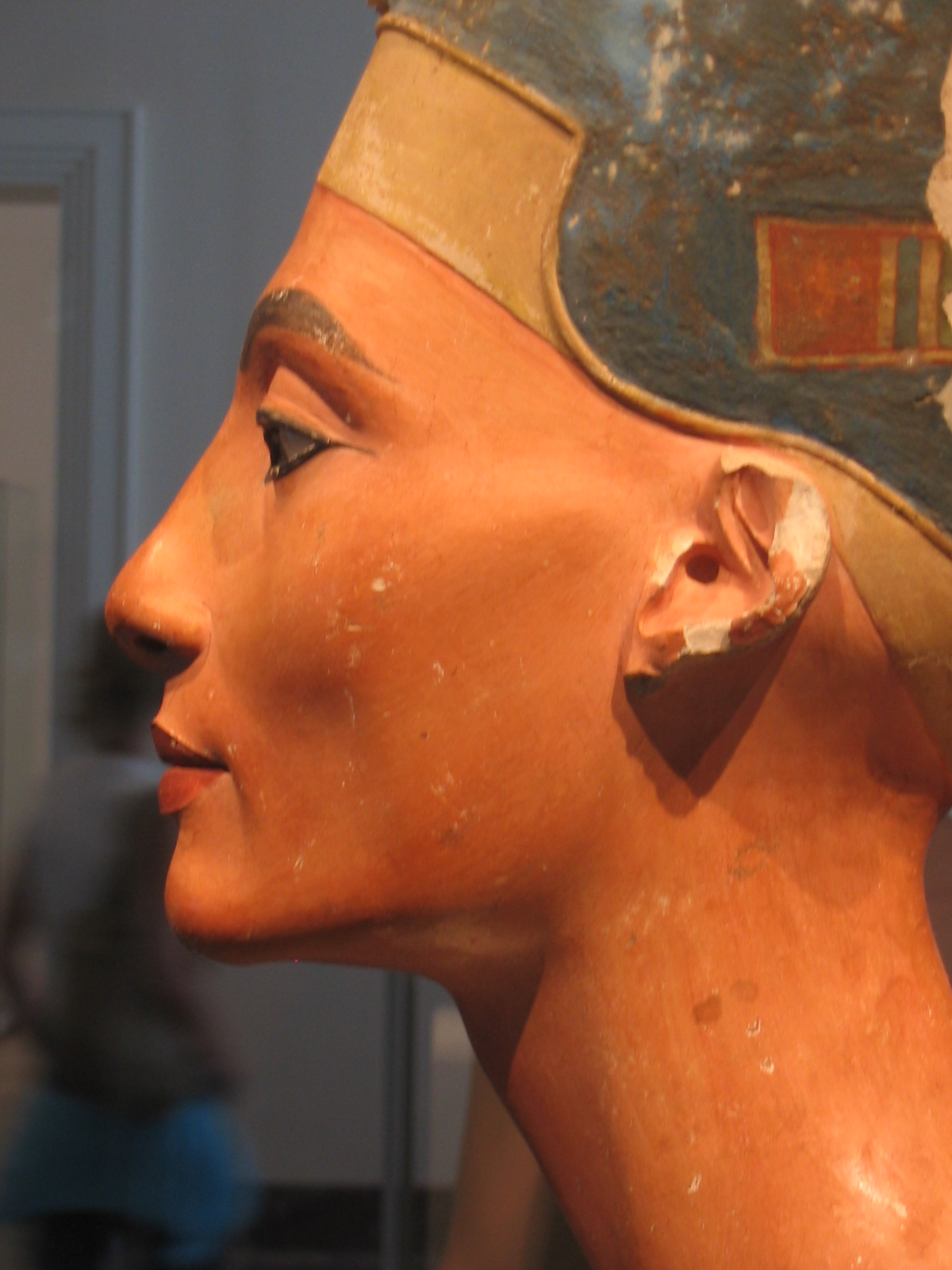
نمای نزدیک
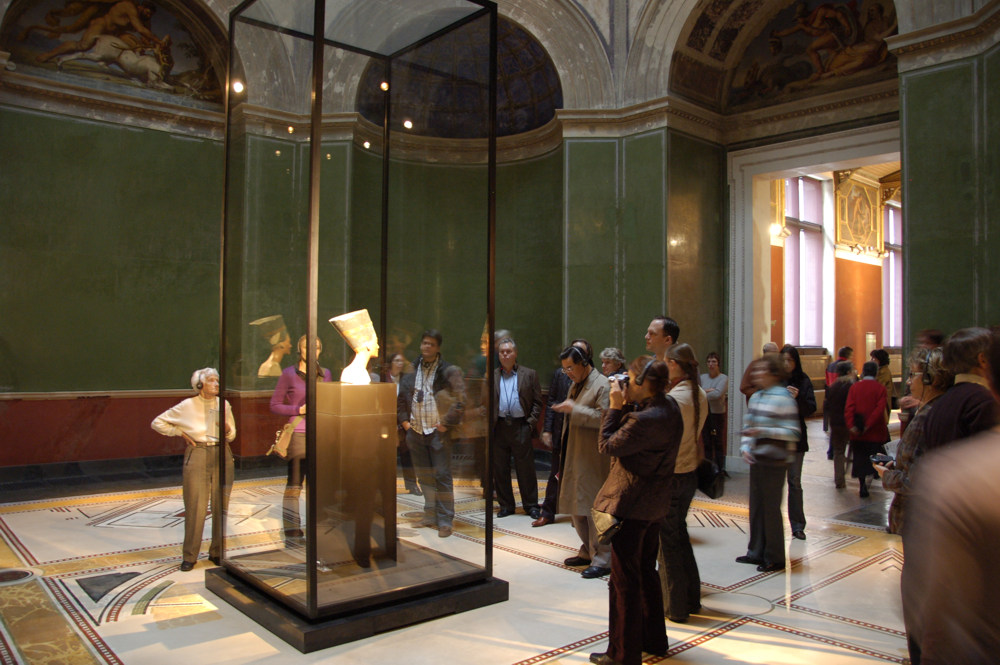
تندیس بالاتنهٔ نفرتیتی در موزهٔ جدید برلین